# Islamische Revolutionsgarde
Die Islamische Revolutionsgarde bzw. das Korps der Islamischen Revolutionsgarde (englisch Islamic Revolutionary Guard Corps, IRGC) ist die Armee der Wächter der Islamischen Revolution (persisch سپاه پاسداران انقلاب اسلامی Sepāh-e Pāsdārān-e Enqelāb-e Eslāmī; kurz auch Sepâh oder Pasdaran), informell auch Revolutionsgarde (arabisch الحرس الثوري, DMG al-ḥaras aṯ-ṯaurī), Revolutionswächter oder Iranische Revolutionsgarde genannt, bildet zusammen mit der regulären Armee (Artesch) die Streitkräfte der Islamischen Republik Iran und ist gemäß der Journalistin Natalie Amiri „die wichtigste und mächtigste Institution der Islamischen Republik Iran“. Die Garde verfügt über ein eigenes Heer, über eine eigene Marine und Luftstreitkraft sowie über einen eigenen Geheimdienst.
Im Auftrag von Ruhollah Chomeini am 5. Mai 1979 aufgestellt, entwickelte sich die Revolutionsgarde als Eliteeinheit der Streitkräfte zu einem wichtigen Akteur während des Ersten Golfkriegs (1980–1988).  Kommandeur der Revolutionsgarde war bis zum 13. Juni 2025 Hussein Salami.
Die wichtigste Abteilung der Islamischen Revolutionsgarde stellt die millionenstarke Freiwilligenmiliz der Basidschis dar.

## Geschichte
Die Organisation wurde von Chomeini gegründet, um eine Vielzahl paramilitärischer Gruppen zu einer dem Regime gegenüber loyalen Streitmacht zusammenzufassen. Die bewaffneten revolutionären Gruppierungen, die sich u. a. aus Mitgliedern der islamischen Studentenbewegung (Daneschdschuyane Chate Emam) und radikalen, meist jugendlichen Anhängern Chomeinis, den sogenannten Hezbollahi, zusammenschlossen, unterstanden von 1979 bis 1980 ihrem ersten Kommandanten Abbas Zamani (genannt Abu Scharif). Sie formierten sich erst ab 1980 auf Grund des Ersten Golfkrieges zu einer offiziellen Armee-Einheit.
Nach Ende des Ersten Golfkriegs Ende der 1980er entschied der damalige Präsident Ali Akbar Haschemi-Rafsandschani, die Aktivitäten der bewaffneten Garde auf das Feld der Wirtschaft zu lenken, damit sich die Revolutionsgarde nicht tiefer in die Politik einmische. Dies hatte zur Folge, dass die Revolutionsgarde und andere staatsnahe Konglomerate zunehmend von der Privatisierung zahlreicher, während der Revolution verstaatlichter Unternehmen profitierten.
Im Jahr 2005 wurde mit Mahmud Ahmadineschad ein Revolutionsgardist Präsident Irans.
Im Oktober 2009 kamen bei einem Selbstmordanschlag der sunnitischen Organisation Dschundollah („Brigade Gottes“) mindestens 31 Menschen zu Tode, darunter auch fünf ranghohe Kommandeure der Revolutionsgarde.
Am 8. April 2019 stuften die Vereinigten Staaten die Revolutionsgarde als terroristische Vereinigung ein.
Zum Jahresbeginn 2020 wurde Qasem Soleimani, Kommandeur der der Garde untergliederten Quds-Einheit, mittels eines Drohnenangriffs des US-amerikanischen Militärs, in Bagdad getötet. Zwei Jahre später wurde mit Hassan Sayyad Khodayari ein weiterer hochrangiger Offizier derselben Einheit in Iran getötet. Diese Tötung wird auch in westlichen Medien dem israelischen Geheimdienst Mossad zugeschrieben.

## Ideologie und Bedeutung für Politik und Gesellschaft
Neben der Aufrechterhaltung des politischen Systems seit der Revolution von 1979, ist die Sepâh nach der Verfassung der Islamischen Republik verpflichtet, die „ideologische Mission des Dschihad im Sinne Gottes, d. h. die Souveränität des Gesetzes Gottes auf die ganze Welt auszudehnen.“ Es gilt die Ausbreitung des Welāyat-e Faqih zu verfolgen und „abweichlerische Bewegungen“ auch im Ausland zu unterbinden. Kulturen anderer Glaubensrichtungen außerhalb des Islams betrachtet die Pasdaran als Bedrohung für den Schīʿitismus. Dieses Weltbild verbindet die Revolutionsgarde mit gleichgesinnten Extremistengruppen außerhalb Irans, wie der Hisbollah im Libanon und den Huthi im Jemen, zu denen sie enge Beziehungen pflegt. Ein besonderes Ziel, das die drei genannten Gruppen eint, ist die Vernichtung des jüdischen Staats Israel. Die Verfolgung dieses Ziels veranlasst die Revolutionsgarde dazu, auch mit sunnitischen Islamisten, wie der Hamas im Gazastreifen und dem Islamischen Dschihad im Irak zu paktieren, sie auszubilden und zu finanzieren, obwohl diese nach ihrer ideologischen Auffassung nicht den wahren Islam vertreten.
Die militärische Aufgabe, die der Revolutionsgarde übertragen wurde, wechselte nach dem Ersten Golfkrieg. Heute obliegt der Garde u. a. die Aufgabe, mögliche gegnerische politische Gruppen zu bekämpfen. Im Kabinett von Präsident Mahmud Ahmadineschad waren 13 der 21 Ministerposten mit ehemaligen Kommandanten der Revolutionsgarde besetzt, dazu gehörte auch das Geheimdienstministerium. Ahmadineschad selbst hatte ebenfalls den Rang eines Kommandanten erreicht.
Die Revolutionsgarde ist für die Organisation des schwarzen Außenhandels, mit dem die Islamische Republik Iran Wirtschaftssanktionen zu umgehen versucht, verantwortlich.
Durch Vetternwirtschaft und Korruption in Iran profitiert die Nomenklatura der Revolutionsgarde am meisten. Der materielle Reichtum, für den die Elite der Garde in der iranischen Gesellschaft bekannt ist und den diese offen auslebt, sorgt für Unmut beim iranischen Kleinbürgertum, das erst die Islamische Revolution und damit die Existenz der Revolutionsgarde mitermöglichte.
Die Islamische Revolutionsgarde steht an vorderster Front der gewaltsamen Unterdrückung von Protesten der iranischen Zivilbevölkerung, wie denen im Jahr 2009, 2017/2018, 2022. Laut dem Blair Institute for Global Change verfügt die Revolutionsgarde über ein formelles Indoktrinationsprogramm für die eigenen Mitglieder. Iranische Oppositionelle und das Europäische Parlament forderten, die Revolutionsgarde auf die EU-Liste von terroristischen Vereinigungen zu setzen.

## Einfluss auf die Wirtschaft
Die Islamische Revolutionsgarde ist wirtschaftlich auf fast allen Gebieten aktiv und ist als paramilitärische Einrichtung der größte Unternehmer des Landes. Niemandem außer dem Revolutionsführer Rechenschaft schuldig, unterliegen die Pasdaran keiner Steuerpflicht und zahlen ebenso bei der Einfuhr keine Zollgebühren. Die nach der Verkündigung des iranischen Atomprogramm durch die USA im Jahr 2010 verhängten Wirtschaftssanktionen stärkten die Revolutionsgarde, weil sie die Projekte der internationalen Firmen übernahm, die sich aus Iran zurückzogen. So erhielt die Garde unter der Präsidentschaft von Mahmud Ahmadineschad, wie Bahman Nirumand berichtet, Konzessionen für mehrere Großprojekte, unter anderem für zwei Projekte zum Ausbau der Ölanlagen, einen Pipelinebau und für den Ausbau der Teheraner Untergrundbahn. Laut Mehdi Khalaji war die Revolutionsgarde über 16 Jahre an 1220 Industrie- und Bergwerksprojekten beteiligt. Die religiöse Stiftung Mostazafan va Dschanbazan (Stiftung der Unterdrückten und Kriegsveteranen) mit einem Umsatz von zehn Milliarden US-Dollar im Jahr – entstanden nach dem Ersten Golfkrieg – ist ebenso Vertragspartnerin bei der Erweiterung der Teheraner Untergrundbahn mit einem Volumen von 2,4 Milliarden US-Dollar.
Auch See- und Flughäfen, über welche nicht verzollte Waren ins Land kommen, werden von den Revolutionswächtern kontrolliert. Dies gilt insbesondere für den größten iranischen Containerhafen in Bandar Abbas, an dessen Spitze ein General der Revolutionsgarde berufen wurde.
Politikanalysten der International Crisis Group gehen davon aus, dass die Pasdaran (Stand 2023) ein bis zwei Drittel des iranischen Bruttosozialprodukts kontrollieren.
Die Geschäfte der Revolutionsgarde florieren aufgrund ihrer Monopolstellung in Iran, aufgrund staatlicher Korruption, Schmuggel und informeller transnationaler Netzwerke. Dass die iranischen Geldflüsse mit noch mehr Sanktionen durch die westliche Welt ausgetrocknet würden, gilt im Jahr 2023 als unwahrscheinlich.

### Wichtige Sepâh-e Pasdaran-Unternehmen
Zu den Unternehmen, die von den Revolutionswächtern kontrolliert werden, gehört die 1990 von der Revolutionsgarde gegründete Bauunternehmensgruppe Chatam-ol Anbia (auch Khatam al-Anbiya; deutsch: „Das Siegel der Propheten“; vollständiger Name: Chatam-ol Anbia Gharargah Sazandegi Nooh). Diese Holding, die als größter Auftragsnehmer in Iran mehrere Zehntausend Iraner beschäftigt, führt u. a. große Infrastrukturprojekte durch, baut Öl- und Gasanlagen, Straßen, Eisenbahnen und Metros, Ölleitungen und Flughäfen. Im Libanon soll sie für den Bau der durch die Hisbollah genutzten Tunnels verantwortlich sein. Während seiner Zeit als Bürgermeister von Teheran erhielt die Unternehmensgruppe von Ahmadineschad den Zuschlag für mehrere Großprojekte im Wert von 2,2 Mrd. Dollar. Ende April 2009 erwarb die zu Khatam al-Anbia gehörende Firma Sepanir einen Anteil von 51 Prozent an Sadra, der größten Werft Irans. Der Anteil des militärischen Sektors an den Unternehmensprojekten wird auf 70 % geschätzt. Khatam al-Anbia steht seit dem 24. Juni 2008 auf der EU-Sanktionsliste gegen Iran.
Weitere Unternehmen im Besitz oder unter Kontrolle der Revolutionsgarde:
- Oriental Oil Kish
- Ghorb Nooh
- Sahel Consultant Engineering
- Ghorb-e Karbala
- Sepasad Engineering Co
- Omran Sahel
- Hara Company
- Gharargahe Sazandegi Ghaem
- Mahan Air

### Telekommunikations- und Mediensektor
Seit den Protesten der iranischen Opposition gegen die manipulierten Präsidentschaftswahlen im Juni 2009 strebt die Revolutionsgarde zudem danach, die Kontrolle über den Medien- und Telekommunikationssektor massiv auszuweiten: Im Oktober 2009 kaufte das von den Pasdaran kontrollierte Firmenkonsortium Etemad-e-Mobinein 50 % der Aktien der iranischen Telekommunikationsgesellschaft (TCI) für 5,3 Milliarden Euro von der Regierung, wodurch die Paramilitärs eine effektive Kontrolle über das nationale Festnetz, alle iranischen Internet-Provider sowie zwei Mobilfunkgesellschaften erhielten. Bis März 2010 ist die Gründung einer eigenen Nachrichtenagentur der Revolutionsgarde unter dem Namen „Atlas“ geplant. Experten zufolge steht schon heute die iranische Nachrichtenagentur Fars News Agency (FNA), die für ihre regimefreundliche Propaganda und Desinformation bekannt ist, unter dem Einfluss der Revolutionswächter: sie lehnt sich in Wortwahl und Sprache stark an die Pasdaran-Wochenzeitschrift Sobh-e-Sadegh an, die Fars-Redaktionsleitung und führende Redakteure sind alle frühere Kommandeure der Pasdaran, die Geschäftsräume von Fars in Teheran sind Eigentum der Garde. Der Einfluss der Revolutionsgarde bei Fars soll besonders während der Amtszeit Präsident Ahmadineschads massiv zugenommen haben, was sich auch in der Entlassung unabhängiger Reporter äußerte. Offiziell bestreitet Fars nach wie vor, von der Regierung oder den Pasdaran kontrolliert zu werden.

## Truppenstärke
Bei der Gründung der Revolutionsgarde hatte diese eine Größe von einigen Hundert bis etwa 10.000 Personen. Durch den Ersten Golfkrieg übernahm die Garde bis Ende 1980 die Aufgabe, die regulären Truppen, die gerade 1/4 ihrer Kampfkraft aufbieten konnten, zu verstärken. Bis zum Jahre 1988 betrug die Größe der Revolutionsgarde bis zu 300.000 Mann, seitdem sank die Mannschaftsstärke. Die Truppenstärke der Pasdaran wird heute auf etwa 125.000 Mann bis 200.000 Mann geschätzt. Die Revolutionsgarde unterhält eigenständige Truppenteile für Heer, Luftwaffe und Marine (etwa 20.000 Mann) sowie Spezialeinheiten wie die Quds-Einheit (Truppenstärke 5.000 Mann) und die Aschura-Einheiten.
Die bekannteste Untergruppe der Revolutionsgarde ist die Freiwilligenmiliz Basidsch-e Mostazafin, die im Ersten Golfkrieg Zehntausende Tote bei Selbstmordkommandos hinnahm und heute der Unterdrückung der Opposition dient.

### Heer
Vermutlich verfügt die islamische Revolutionsgarde über 21 Infanterie- und drei Pionier-Divisionen sowie über 15 eigenständige Infanterie-Brigaden, 21 Flugabwehr-Brigaden, insgesamt 42 gepanzerte, Artillerie- und ABC-Abwehrbrigaden.

### Luftwaffe
Es befinden sich folgende Luftfahrzeuge in dem Arsenal der Revolutionsgarde (Stand Ende 2020):
| Typ                   | Herkunft            | Funktion              | Version | Aktiv |
| --------------------- | ------------------- | --------------------- | ------- | ----- |
| Suchoi Su-22          | Sowjetunion         | Jagdbomber            |         | 10    |
| Antonow An-74         | Sowjetunion         | Transportflugzeug     |         | 7     |
| Dassault Falcon 20    | Frankreich          | Transportflugzeug     |         | 2     |
| Iljuschin Il-76       | Sowjetunion         | Transportflugzeug     |         | 3     |
| Harbin Y-12           | Volksrepublik China | Transportflugzeug     |         | 12    |
| Mil Mi-8              | Sowjetunion         | Mehrzweckhubschrauber | Mi-171  | 18    |
| EMB 312 Tucano        | Brasilien           | Schulflugzeug         |         | 15    |
| Saab MFI-17 Supporter | Schweden            | Schulflugzeug         |         | 25    |

### Marine

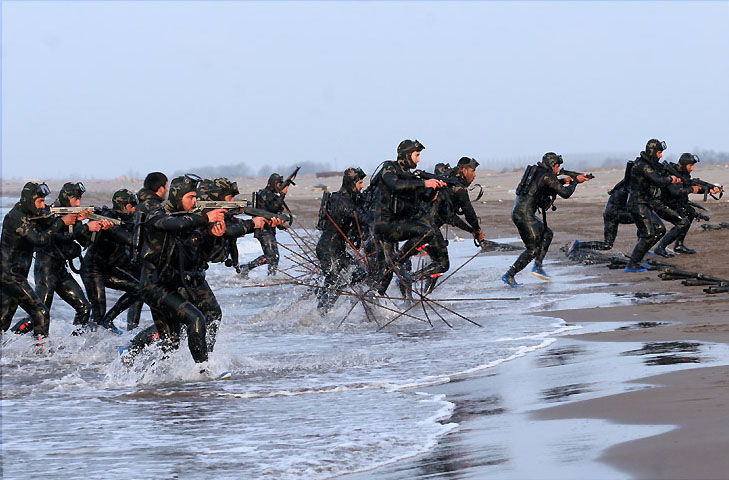
Kommandosoldaten der Marine während eines Manövers 2015

Flugkörperschnellboote der Marine der Islamischen Revolutionsgarde in der Straße von Hormus 2015

Die Marine ist vor allem mit kleinen, wendigen, zum Teil nur mit Maschinengewehren und von der Besatzung mitgeführten Panzerfäusten bewaffneten Booten ausgerüstet, die eine „Guerilla-Taktik“ im Persischen Golf ermöglichen. In dieser Abteilung ist auch die gesamte iranische Marineinfanterie von rund 5000 Mann enthalten. Ihr Schiffsarsenal umfasst rund 40 leichte Patrouillenboote und seit 2002 zehn chinesische Raketenschnellboote der Houdong-Klasse mit rund 800 Raketen des Typs C-801. Darüber hinaus betreiben die Pasdaran schätzungsweise fünf bis sieben Abschusseinrichtungen für Seezielraketen an der Golfküste. Angeblich sind diese zum Teil mit verbesserten Versionen der C-802 bestückt, die unter der Bezeichnung Noor (Licht) firmieren. Die Ukraine hat zudem Anfang der 1990er Jahre der Islamischen Republik Iran acht Anti-Schiffsraketen vom Typ SS-N-22 Sunburn geliefert. 2002 begann auch der Erwerb chinesischer Hochgeschwindigkeits-Raketenkatamarane.
Bekannte Operationen
- 29. November 2005: Der deutsche Steinmetz Donald Klein geriet während einer Angeltour mit einem französischen Skipper angeblich in iranisches Sperrgebiet. Beide wurden wegen illegalen Grenzübertritts zu 18 Monaten Haft verurteilt. Während der Franzose vorzeitig freigelassen wurde, wurde Klein erst nach einem diplomatischen Tauziehen im März 2007 aus der Haft entlassen. Der wegen der Ermordung von vier iranisch-kurdischen Exilpolitikern in Berlin in Deutschland rechtskräftig zu lebenslänglicher Haft verurteilte iranische Agent Kazem Darabi wurde wenig später wie von Iran bei den Verhandlungen zu Klein gefordert vorzeitig entlassen.[23]
- 23. März 2007: 15 Angehörige der Royal Navy wurden von den Pasdaran im Schatt al-Arab festgenommen, wodurch sich eine diplomatische Krise entwickelte.[24] Die Regierung in Teheran warf den britischen Soldaten vor, in iranische Hoheitsgewässer eingedrungen zu sein. Nach britischer Darstellung befanden sie sich dagegen in irakischen Gewässern. Irans Präsident Mahmud Ahmadineschad begnadigte die Soldaten und die Soldatin am 4. April 2007.[25]
- 6. Januar 2008: Ein Beinahe-Schusswechsel zwischen iranischen Schnellbooten und Schiffen der US-Marine in der Straße von Hormus. Fünf Schnellboote der Islamischen Revolutionsgarde haben sich nach US-Militärangaben in der Straße von Hormus drei amerikanischen Marineschiffen bedrohlich genähert. In einem Funkspruch wurde zudem angeblich damit gedroht, die Schiffe in die Luft zu sprengen. Außerdem seien kastenförmige Gegenstände ins Wasser gelassen worden.[26] Die US-Regierung sprach von einem „ernsten Zwischenfall“, während das iranische Außenministerium von einem „gewöhnlichen und natürlichen Vorgang“ sprach.[27]

## Verbündete (Auswahl)

### Hisbollah
Die Hisbollah im Libanon ist der größte Verbündete Irans. Im Rahmen des von Iran beabsichtigten Revolutionsexports in den 1980er Jahren wurden 1982 bis zu 2000 Kämpfer der Islamischen Revolutionsgarde im Libanon stationiert, um die schiitischen Milizen während des Libanesischen Bürgerkriegs zu unterstützen und die Islamische Revolution nach iranischem Vorbild in den Libanon zu tragen.
Die Revolutionsgarde errichtete ihre Trainingslager in der Bekaa-Ebene, von wo aus sie unter dem Namen „Hezbollah“ oder „Islamische Dschihad Organisation“ Operationen gegen die vorrückende israelische Armee im Süd-Libanon und den christlichen Falange-Milizen in Beirut ausführten.
Unter anderem wurden in der Scheich-Abdullah-Kaserne in Baalbek libanesische Kämpfer, die sich später zur Hisbollah formierten, von der Islamischen Revolutionsgarde militärisch und ideologisch ausgebildet. Die im Libanon stationierten Einheiten der Revolutionsgarde unterstanden während der 1980er Jahre Hodschatoleslam Ali Akbar Mohtaschami, der als iranischer Botschafter im Syrien tätig war. Weitere Kommandeure der Pasdaran im Libanon waren Mohsen Rafiqdust, Ali-Reza Asgari und der derzeitige iranische Verteidigungsminister Mostafa Mohammad Nadschar.
Nach den Anschlägen auf die US-Botschaft und dem Anschlag auf den US-Stützpunkt in Beirut 1983, die beide von iranischen Quds-Brigaden organisiert und von der Hisbollah ausgeführt wurden, starteten die Franzosen einen Luftschlag gegen Stellungen der Islamischen Revolutionsgarde im Bekaa-Tal.
Die Libanesische Hisbollah gilt teilweise als Unterorganisation der Revolutionsgarde und unterhält bis heute mehrere Angehörige der Pasdaran sowie ranghohe iranische Offiziere der Quds-Brigaden als Militärberater und Strategen in ihren Reihen. Die Flagge der Hisbollah ist ebenfalls an der der Islamischen Revolutionsgarde angelehnt und wurde in Iran entworfen.

## Kommandeure
Inoffizielle Kommandeure
- März 1979 – Mai 1979: Dschawad Mansuri
- November 1979 – Januar 1980: Abbas Dozduzani
- Januar 1980 – Juni 1980: Morteza Rezai

Offizielle Kommandeure
- 1979–2010: Mohammad Bagher Zolghadr (wie Mohsen Rezai am Aufbau des Geheimdienstes der Revolutionsgarde zuständig[28])
- 1980–1981: Abbas Agha Zamani (Abu Scharif)
- 1981–1997: Mohsen Rezai
- 1997–2007: Yahya Rahim Safavi[29]
- 2007–2019: Mohammad Ali Dschafari[30]
- 2019–2025: Hussein Salami

Bei einem Flugzeugabsturz am 8. Januar 2006 starben sieben Kommandeure der Revolutionsgarde. Brigadegeneral Ahmad Kazemi (Leiter der Bodenkräfte), Brigadegeneral Said Mohtadi, Brigadegeneral Hanif (Leiter des Geheimdienstes), Brigadegeneral Soleimani (Operationschef der Bodenstreitkräfte) und Brigadegeneral Yazdani (Chef der Artillerie) zählten zur Führungsspitze der Revolutionsgarde. Die Maschine vom Typ Dassault Falcon 20 stürzte in der Nähe des Urmia-Sees mit 15 Passagieren an Bord ab.

## Garnisonen
- Teheran und Umgebung: Imam-Ali-Garnison, Mostafa-Chomeini-Garnison, Hezbollah-Garnison, Lavizan-Ausbildungszentrum, Abyek-Ausbildungszentrum, Eezeh-Ausbildungsgarnison
- Ghom und Umgebung: Ali-Abad-Garnison, Imam Sadeq Garnison, Beit-ol-Moqaddas-Universität, Fateh-Qani-Hosseini-Garnison
- Ahwas: Abuzahr-Garnison, Navvab-Safavi-Schule, Ghayur-Asli-Garnison
- Mahschahr: Crate Camp Garnison, Darwisch-Ausbildungszentrum
- Karadsch: Bahonar-Garnison
- Dezful: Kothar-Ausbildungsgarnison
- Kermānschāh: Qazantschi-Ausbildungszentrum
- Nahavand: Nahavand-Ausbildungszentrum
- Elam: Amir-ol-Mohmenin-Garnison[32]

## Vorwurf des Terrorismus, der Terrorunterstützung und der Menschenrechtsverletzungen
Der Revolutionsgarde werden von Amnesty International sowie Human Rights Watch (HRW) schwere Menschenrechtsverletzungen wie Folter, Verschleppung und gezielte Tötungen vorgeworfen.
Im Jahr 2007 beschuldigte die US-Regierung die Quds-Brigaden, die als militärischer Geheimdienstapparat der Islamischen Revolutionsgarde gelten, hauptverantwortlich für die Herstellung von Bomben am Straßenrand sowie Planung und Durchführung von gezielten Attentaten im Irak zu sein. Daher erklärte die US-Regierung die Quds-Brigaden zur terroristischen Vereinigung.
Im Oktober 2018 stuften Saudi-Arabien und Bahrain die IRGC als Terrororganisation ein.
Im April 2019 stufte der US-Präsident Donald Trump die Revolutionsgarde als Terrororganisation ein, weil sie ein Förderer von Terror seien und aktiv am Terrorismus mitwirkten, ihn finanzierten und vorantrieben. Damit deklarierten die USA erstmals das Organ eines anderen Staates als Terrororganisation. Im Gegenzug stufte Iran das United States Central Command, kurz CENTCOM, das zuständige Regionalkommando für den Nahen Osten, Ost-Afrika und Zentral-Asien, ebenfalls als Terrororganisation ein.
Im Januar 2020 tötete eine US-Drohne, auf Befehl von US-Präsident Trump, General Soleimani, Brigadegeneral Abu Mahdi al-Muhandis und mindestens fünf weitere Menschen.
Iranische Oppositionelle fordern von der Europäischen Union, dass diese die Revolutionsgarde als Terrororganisation einstuft. Im Januar 2023 forderte auch das EU-Parlament mit großer Mehrheit in einer Resolution, die Islamischen Revolutionsgarde in vollem Umfang auf die Terrorliste der EU zu setzen. Diese Forderung wurde vom Parlament im Juli 2023 noch einmal bekräftigt. Auch aus der deutschen Politik gab es entsprechende Forderungen, mit Blick auf die Unterdrückung der Proteste 2022/23. Kritiker befürchten allerdings, dass dies die Wiederbelebung des Atomabkommens erschweren würde. Bundesaußenministerin Annalena Baerbock behauptete 2023 zudem, der Juristische Dienst des Europäischen Rates habe ihr bestätigt, das eine Terrorlistung der Islamischen Revolutionsgarde aus rechtlichen Gründen derzeit nicht möglich sei. Mehrere Rechtsexperten, die diesbezüglich von der taz befragt wurden, widersprachen dieser Einschätzung.
Im Juni 2023 verhängten die USA Sanktionen gegen mehrere Iraner, darunter Shahram Poursafi, ein Mitglied der Revolutionsgarde. Laut US-Regierung soll Poursafi versucht haben, einen geplanten Auftragsmord am früheren Nationalen Sicherheitsberater der USA, John Bolton, zu organisieren.
Im Juni 2024 stufte Kanada die IRGC als Terrororganisation ein.